# Pasqual Asins
Pasqual Asins i Lerma (Valencia, 1896 - Benimaclet, 1948) fue un poeta español y activista lingüístico en favor del valenciano como parte de la lengua valenciana del Reino de Valencia, España.
Estudió magisterio en Valencia y trabajó en la Compañía Valenciana de Tranvías. En 1918 se encargó de la base 5.ª, correspondiente al idioma, de la Declaración Valencianista de 1918, promovida conjuntamente por Unión Valencianista Regional y Joventud Valencianista. Presidió la asociación Nostra Parla y fue miembro de la redacción y director de la sección pedagógica del semanario nacionalista El Camí. En la década de 1930 desarrolló una importante labor de promoción y reivindicación de la introducción del valenciano en la escuela siendo uno de los promotores de la Associació Protectora de l'Ensenyança Valenciana (1934). Fue uno de los signatarios de las Normas de Castellón y simpatizó con Acció Nacionalista Valenciana. Se pasó la guerra civil española escondido en su casa y después colaboró con algunas actividades de Lo Rat Penat.
Como escritor colaboró con la revista Taula de Lletres Valencianes. En 1916 publicó su colección de poesía Melodies. El resto de su obra poética fue publicada póstumamente por sus amigos, en un volumen titulado Poesies (1949), prologado por Francesc Caballero.